# 阪本健二
阪本 健二（さかもと けんじ、1928年6月26日- ）は、日本の精神科医。
大阪府に坂本病院創設者・阪本三郎の長男として生まれる。弟は阪本良男。1953年京都大学医学部卒、55年助手、1956年ニューヨーク大学ベルビュー病院助手、57年ロンドン大学神経学研究所助手、58年阪本病院副院長、1959年京都大学医学博士。62年京大講師。68年父三郎の死により阪本病院院長、1979年財団法人阪本精神病理学研究所設立。長女の夫は岩井圭司（神戸大学医学博士、兵庫教育大学教授）。

## 著書
- 『人間関係の病 分裂病論』弘文堂 1979
- 『精神療法の旅路 分裂病治療の半世紀 阪本健二論文集』岩井圭司編 星和書店 1998

### 翻訳
- フロム・ライヒマン『積極的心理療法 その理論と技法』誠信書房 1964
- エーリッヒ・フロム『疑惑と行動 マルクスとフロイトとわたくし』志貴春彦共訳 東京創元新社 1965
- R・D・レイン『ひき裂かれた自己 分裂病と分裂病質の実存的研究』志貴春彦,笠原嘉共訳 みすず書房 1971

## 論文
- 阪本健二